# Pascal Debruyne
Pascal Debruyne (Izegem, 26 november 1979) is een Belgisch onderzoeker, auteur en opiniemaker over diversiteit, asiel, migratie en integratie.
Debruyne studeerde moraalfilosofie en behaalde een doctoraat in de politieke en sociale wetenschappen aan de Universiteit Gent. Hij werkte van 2017 tot 2019 bij Vluchtelingenwerk, is voorzitter van de raad van bestuur van Uit De Marge en SAAMO Gent, en is bestuurslid van het Vlaams Huurdersplatform en Woongift Gent. Sinds 2019 is hij onderzoeker bij het Kenniscentrum Gezinswetenschappen van de hogeschool Odisee. Debruyne was een van de initiatiefnemers van het Gents Solidariteitsfonds -vandaag Gent Samen Solidair- tijdens de coronacrisis van 2020.
In 2019 verscheen Sociaal schaduwwerk van de hand van Pascal Debruyne, Mieke Schrooten en Rebecca Thys. In 2021 verschijnt van Debruyne, Sarah Scheepers en Jan Naert het boek De aanval op het middenveld. Hij schreef in 2024 het boek “Gezinshereniging onder druk. Transnationaal sociaal werk.” Dat bij EPO Uitgeverij verscheen. 